# Werner Rüppell
Werner Rüppell (* 25. Februar 1908 Kirchlinteln; † 4. Juli 1945) war ein deutscher Ornithologe.
Rüppell wurde 1933 in Berlin promoviert (Physiologie und Akustik der Vogelstimme). Er war ein Mitarbeiter von Oskar Heinroth und von Ernst Schüz in der Vogelwarte Rossitten. Sein Forschungsgebiet war Vogelzug und Orientierung von Vögeln.
Er unternahm in den 1930er Jahren Experimente, in denen Stare aus ihren Revieren in ganz Deutschland entfernt und von einem entfernten Ort wieder freigelassen wurden (zum Beispiel mit Wilhelm Schein aus Winsen an der Luhe von Winsen nach Hannover zum Landesmuseum) und fand, dass viele in ihr Revier zurückkehrten falls sie Erfahrung als Zugvögel hatten, falls sie keine Erfahrung hatten aber am Ort blieben. Er unternahm ähnliche Experimente bei anderen Vögeln (Wendehals, Rauchschwalbe, Habicht, Neuntöter) und einigen gelang es aus Madrid oder Marseille zurückzufinden. Er untersuchte auch das Vogelzugverhalten von Weißstörchen, Sibirischen Enten und Schwalben. Die meisten Veröffentlichungen dazu erschienen in der Zeitschrift Der Vogelzug (Herausgeber Ernst Schüz).
Forschungen zur Orientierung beim  Vogelflug unternahm an der Vogelwarte Rossiten auch Gustav Kramer in den 1930er Jahren und setzte sie nach dem Krieg in Wilhelmshaven fort.
Er war der Vater von  Hermann Rüppell.

## Schriften
- Physiologie und Akustik der Vogelstimme, Journal f. Ornithologie, Band 81, 1933, S. 433–542
- Über den Zug deutscher Schwalben in Europa, Der Vogelzug, Band 3, 1932, S. 10–17
- mit Oskar Heinroth: Die Vögel des deutschen Waldes, in: Der Deutsche Wald, sein Leben und seine Schönheit, Berlin: Ullstein 1935
- mit Wilhelm Schein: Über das Heimfinden freilebender Stare bei Verfrachtung nach einjähriger Freiheitsentziehung am Heimatort, Der Vogelzug, Band 12, 1941, S. 49–56
- Versuch einer neuen Storchzugkarte, Der Vogelzug, Band 13, 1942, S. 35–39